# Frédéric Brun (1988)
Frédéric Brun (Belfort, 18 augustus 1988) is een Frans wielrenner die sinds 2015 uitkomt voor Bretagne-Séché Environnement.

## Palmares
2010
- Ploegentijdrit Ronde van Gévaudan

2013
- Bergklassement Ronde van de Limousin

## Resultaten in voornaamste wedstrijden
| Jaar | Ronde van Italië | Ronde van Frankrijk | Ronde van Spanje |
| ---- | ---------------- | ------------------- | ---------------- |
| 2015 |                  | 141e                |                  |

| Jaar | Parijs-Roubaix |
| ---- | -------------- |
| 2015 | 130e           |

## Ploegen
- 2013- Bourg en Bresse-Ain Cyclisme
- 2013- AG2R La Mondiale (stagiair)
- 2014- BigMat-Auber 93
- 2015- Bretagne-Séché Environnement